# Lett euróérmék
A lett euróérmék 2014. január 1-jén váltották fel a lat érméit.
Lettország 2004. május 1. óta tagja az Európai Uniónak és az Európai Monetáris Uniónak. Az "euró előszobájának" nevezett ERM II-be 2005. november 28-án lépett be.
A Lett Nemzeti Bank 2006 júliusában hozta nyilvánosságra a lett érmeterveket. Ezeken a lett asszony képe (ami szerepelt az szovjet tagállamiság időszakában nagy jelentőségű, ellenállást szimbolizáló régi 5 latos érmén, amelynek birtoklását a Szovjetunióban tiltották), és a lett címer látható.
A bevezetést 2008. január 1-re tervezték, ám a céldátum tarthatatlannak bizonyult.
Az Európai Bizottság 2013. június 5-én javasolta az Európai Tanácsnak, hogy Lettország 2014. január 1-jén csatlakozzon az euróövezethez.

## A lett euró nemzeti oldalának éremképei
| 1 cent                         | 2 cent                 | 5 cent                                                |
| ------------------------------ | ---------------------- | ----------------------------------------------------- |
|                                |                        |                                                       |
| Lettország címere (kiscímer).  |                        |                                                       |
| 10 cent                        | 20 cent                | 50 cent                                               |
|                                |                        |                                                       |
| Lettország címere (nagycímer). |                        |                                                       |
| 1 €                            | 2 €                    | € 2 oldalának bordázata                               |
|                                |                        |                                                       |
| A „lett asszony” képe.         | A „lett asszony” képe. | DIEVS ★ SVĒTĪ ★ LATVIJU ★ (Isten áldja Lettországot!) |